# 义存祖师墓
义存祖师墓，位于中国福建省福州市闽侯县大湖乡雪峰寺内，为一个省级文物保护单位，类型为古墓葬，为第四批福建省文物保护单位，公布时间为1996年9月2日。
义存祖师墓的历史年代为唐，为着名禅师雪峰义存之墓塔。